# Polák Ferenc
Polák Ferenc (1996 –) magyar színész.

## Életpálya
A felvidékről származik. 2019-2024 között a Színház- és Filmművészeti Egyetem hallgatója volt, Novák Eszter és Selmeczi György osztályában. 2024-től a Szegedi Nemzeti Színház tagja.

## Színházi szerepei

### Szegedi Nemzeti Színház
- Kálmán Imre – Julius Brammer – Alfred Grünwald: Marica grófnő - Báró Liebenberg István
- Dés László – Geszti Péter – Békés Pál: A dzsungel könyve - Ká
- Alan Jay Lerner – Frederick Loewe: My Fair Lady - Freddy Eynsford-Hill
- Heinrich Von Kleist: Az eltört korsó - Walter, törvényszéki tanácsos
- Joseph Stein – Jerry Bock – Sheldon Harnick: Hegedűs a háztetőn - Mótel Kamzoil, a szegény szabó
- Presser Gábor - Sztevanovity Dusán: A padlás - Rádiós

## Filmes és televíziós szerepei
- ...a szomszéd tehene (2024) ...Bulizós srác